# Cristãos Unidos por Israel
Cristãos Unidos por Israel (em inglês: Christians United For Israel ) (CUFI) é uma organização cristã americana pró-israelita que se autodefine como um movimento nacional de base centrado em apoiar a Israel.
É a maior organização pró-israelita dos Estados Unidos. CUFI afirma que oferece seu apoio a Israel por razões bíblicas. A organização funciona baixo a liderança do pastor John Hagee, está associada com diversas igrejas e ministérios dos Estados Unidos de América para proporcionar apoio político e financeiro ao Estado de Israel. 

## Fundação
Cristãos Unidos por Israel foi fundado originalmente em 1992 pelo reverendo David Lewis. O ministro evangélico John Hagee solicitou permissão a Lewis para usar o nome da organização. Hagee convidou a vários líderes cristãos em América pára que se unissem a sua nova iniciativa. Mais de 400 líderes, a cada um representando a uma denominação, a uma igreja, a um ministério, a uma compañia editorial, ou a uma Universidade protestante, expressaram seu apoio ao projecto, e assim foi como Cristãos Unidos por Israel foi criado. Hagee incorporou legalmente à organização o 7 de Fevereiro de 2006. Desde sua criação, CUFI tem operado desde San Antonio, Texas, município onde o reverendo Hagee tem seu próprio ministério religioso.

## CUFI on Campus
O primeiro capítulo universitário de Cristãos Unidos por Israel foi estabelecido na Universidade Estatal de Califórnia, em Bakersfield, dito capítulo foi chamado em inglês: "CUFI on Campus". Assim mesmo levaram-se a cabo planos para criar mais capítulos similares em outros campus universitários.
Em 2011 na reunião anual de CUFI em Washington DC, anunciou-se que se habian formado vários capítulos de "CUFI on Campus" e que estavam em processo de se formar novos capítulos em mais de 75 campus universitários e que a organização CUFI estava presente a 225 campus do país.

## Filhas de Sião
As Filhas de Sion (em inglês: Daughters for Zion) é um ministério de oração cristão que faz parte da organização CUFI (United Christians for Israel), uma associação nacional pela qual cada igreja, organização, ministério cristão ou indivíduo em Os Estados Unidos da América podem falar e agir em apoio ao Estado de Israel. Em agosto de 2007, a organização CUFI implementou a associação Filhas de Sion, cuja missão é organizar uma rede nacional de oração para Israel em cada cidade dos Estados Unidos da América. Esses grupos de oração podem ser implementados na igreja, em casa, no escritório ou em qualquer lugar apropriado para o culto. A associação Filhas de Sion foi criada sob a direção do pastor protestante John Hagee e do pastor Lynn Hammond.

## Filiação
Em Março de 2012, a organização celebrou que a sua filiação tinha superado o milhão de membros, uma meta que confirma o papel de CUFI como a maior organização pró-israelita dos EEUU. Em Janeiro de 2015 a filiação de CUFI superou os dois milhões de membros.

## Objectivo
Entre seus objectivos encontra-se educar e fomentar o apoio cristão a Israel em América: CUFI procura congregar aos cristãos evangélicos que apoiam a Israel por razões morais e bíblicas. CUFI persegue este fim mediante a distribuição de literatura, DVDs, relatórios sobre Oriente Médio, e celebrando atos anuais tais como "uma noite para honrar Israel" (em inglês: a Night to Honor Israel ) em diversas comunidades evangélicas de todo o país.

## Atividades

### Uma noite para honrar a Israel
CUFI celebra eventos tais como "uma noite para honrar a Israel" em diversas cidades dos EEUU. Estes acontecimentos têm o objectivo manifesto de expressar a solidariedade cristã com o Estado de Israel e com o povo judeu. Tais eventos como "uma noite para honrar a Israel" contam com frequência com a presença de membros da comunidade judia local. De facto, os fundos que são arrecadados em ditos atos, são com frequência entregados às federações judias locais para assistir com seus esforços a diversos projectos em Israel.

### Reunião em Washington
CUFI celebra anualmente uma cimeira para permitir a os seus delegados poder falar pessoalmente em nome de Israel. Em resposta a diversos acontecimentos, CUFI mobiliza a os seus membros através de um sistema de alerta rápida para elevar o nível de apoio popular para Israel e para levar a cabo funções de lobismo a favor de dito país no Congresso dos Estados Unidos.